# Fiori (Caligiani)
Fiori è un dipinto di Alberto Caligiani. Eseguito nel 1939, appartiene alle collezioni d'arte della Fondazione Cariplo.

## Descrizione
Si tratta di una natura morta in cui si condensano le caratteristiche più peculiari della pittura di Caligiani: il soggetto è appartato e quotidiano, mentre lo stile realizzativo è semplice e luminoso, con prevalenza dei toni chiari e madreperlacei.

## Storia
Il dipinto venne esposto nel 1939 alla I mostra Lomellina a Mortara e alla II Mostra d'arte dell'Associazione Artisti Mutilati e Invalidi, allestita nel Palazzo della Permanente a Milano. In quell'occasione venne acquistato dalla Fondazione Cariplo.